# Hampton Falls
Hampton Falls är en kommun (town) i Rockingham County i delstaten New Hampshire, USA med 2 236 invånare (2010). 